# Callia flavipes
Callia flavipes är en skalbaggsart som beskrevs av Dmytro Zajciw 1958. Callia flavipes ingår i släktet Callia och familjen långhorningar. Inga underarter finns listade.